# Saint-Cernin (Cantal)
Saint-Cernin – miejscowość i gmina we Francji, w regionie Owernia-Rodan-Alpy, w departamencie Cantal.
Według danych na rok 1990 gminę zamieszkiwały 1164 osoby, a gęstość zaludnienia wynosiła 25 osób/km² (wśród 1310 gmin Owernii Saint-Cernin plasuje się na 185. miejscu pod względem liczby ludności, natomiast pod względem powierzchni na miejscu 52.).